# Domínio de Katsuyama (Mimasaka)
Domínio de Katsuyama (勝山藩, Katsuyama-han) foi um Han do Período Edo da História do Japão , localizado na antiga Província de Mimasaka, na região nordeste da atual província de Okayama. O Domínio era comandado a partir do Castelo Katsuyama .

## História
Em 1764, Miura Akitsugu é transferido do Domínio de Nishio (23.000 koku) em Mikawa para o Domínio de Katsuyama em Mimasaka a partir dai este Han passou a ser comandado pelo Clã Miura até o fim do Período Edo .
Katsuyama foi um pequeno han, com 23.000 koku (aproximadamente 3.220 toneladas) de arroz. O poder de cada han era medido pelo Kokudaka (receita, na forma de arroz, que o shogun fornecia a cada senhor) os grandes han tinham mais de 300.000 koku .

## Lista de Daimiôs
O Daimiô hereditário era o líder do clã e o chefe do domínio.
- Clã Miura, 1764-1871 (fudai 23,000 koku) [4]

|    | Nome                        | Posse     |
| -- | --------------------------- | --------- |
| 1  | Miura Akitsugu (三浦明次)   | 1764-1772 |
| 2  | Miura Noritsugu (三浦矩次)  | 1772-1780 |
| 3  | Miura Chikatsugu (三浦前次) | 1780-1816 |
| 4  | Miura Terutsugu (三浦毘次)  | 1816-1830 |
| 5  | Miura Nobutsugu (三浦誠次)  | 1830-1831 |
| 6  | Miura Toshitsugu (三浦峻次) | 1831-1839 |
| 7  | Miura Yoshitsugu (三浦義次) | 1839-1848 |
| 8  | Miura Akiratsugu (三浦朗次) | 1848-1860 |
| 9  | Miura Hirotsugu (三浦弘次)  | 1860-1868 |
| 10 | Miura Takatsugu (三浦顕次)  | 1868-1871 |